# Eulasiona zimini
Eulasiona zimini là một loài ruồi trong họ Tachinidae.